# Marrone
Marrone, nome artístico de José Roberto Ferreira (Buriti Alegre, 9 de novembro de 1965), é um cantor, compositor e multi-instrumentista brasileiro, conhecido por ser um dos integrantes da dupla de música sertaneja, Bruno & Marrone.

## Biografia

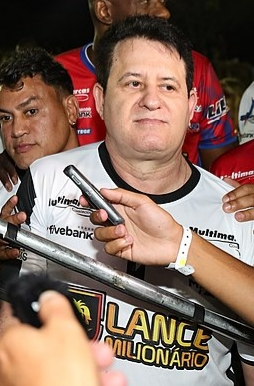
Marrone durante uma partida de futebol solidário em 2022

Nascido em Buriti Alegre, em Goiás, filho de Odete Ferreira e Vicente Domingos Ferreira, Marrone tem seis irmãos e começou a tocar sanfona aos dez anos. Ainda na infância, pela origem pobre, trabalhava como boia-fria. Aos quatorze anos, se mudou para Goiânia e abandonou o ensino fundamental para trabalhar como músico.

## Carreira
Em 1984, formou a dupla Bruno & Marrone com seu amigo Bruno, após ter sido apresentado ao músico pelo cantor Leonardo. Após muitos anos de atividade, a dupla iniciou sua discografia ainda na década de 1990, mas a popularidade só veio no início dos anos 2000, com o álbum Acústico Ao Vivo.
Marrone ganhou notoriedade pelos múltiplos instrumentos que toca, como sanfona e violão. Por outro lado, o contraste de sua voz com a de Bruno fez com que o cantor, ao longo da carreira, fosse alvo de críticas e piadas. Seu colega Bruno, em entrevista ao Metrópoles em 2018, defendeu-o afirmando que Marrone cumpre adequadamente a função de vocal de apoio. Na mesma entrevista, Marrone afirmou que "a voz que tem que brilhar é a do Bruno".

## Vida pessoal
Marrone casou-se com Natalia Portes em 2011. O relacionamento foi desfeito em 2014. Em maio de 2011, Marrone sofreu um acidente de helicóptero em São José do Rio Preto. O cantor teve ferimentos leves, mas manteve-se distante dos palcos por um período por traumas psicológicos. Nesta fase, Bruno apresentou-se como artista solo. Marrone é pai de duas filhas, Mayara Castro Ferreira, e Mell Portes Ferreira. Em 2024, foi diagnosticado com glaucoma em estágio avançado nos dois olhos. O cantor foi submetido a dois procedimentos cirúrgicos, um em cada olho, ambos com duração de vinte e cinco minutos. Como resultado, perdeu parte do campo de visão, além de ter que ficar afastado das apresentações com Bruno por quinze dias.

## Filmografia
| Ano  | Programa                 | Papel                     | Nota        |
| ---- | ------------------------ | ------------------------- | ----------- |
| 2021 | The Masked Singer Brasil | Boi-Bumbá (4.° eliminado) | Temporada 1 |